# Hainanhammus griseopubens
Hainanhammus griseopubens är en skalbaggsart som beskrevs av J. Linsley Gressitt 1940. Hainanhammus griseopubens ingår i släktet Hainanhammus och familjen långhorningar. Inga underarter finns listade i Catalogue of Life.